# Dee Snider
David Daniel „Dee“ Snider (* 15. března 1955 Queens, New York) je americký zpěvák, DJ a herec. V roce 1976 se stal členem skupiny Twisted Sister, ve které nahradil předchozího zpěváka Franka Karubu. Se skupinou vystupoval až do jejího rozpadu v roce 1987, ale od roku 2003, kdy byla obnovena, s ní opět zpívá. V roce 1988 spolu s kytaristou Berniem Tormé, baskytaristou Marcem Russellem a bubeníkem Clivem Burrem založil skupinu Desperado, ve které působil až do jejího rozpadu v roce 2006. Své první sólové album nazvané Never Let the Bastards Wear You Down vydal v roce 2000; druhé následovalo roku 2012 a neslo název Dee Does Broadway. V roce 2010 spolu s členy své rodiny vystupoval v pořadu Growing Up Twisted.

## Osobní život
Snider se v roce 1981 oženil s kostýmní výtvarnicí Suzette. Mají spolu tři syny Jesse Blaze Snider (1982), Shane Royal Snider (1988), Cody Blue Snider (1989) a jednu dceru Cheyenne Jean Snider (1996). Má také čtyři vnoučata. Dee nějakou dobu žil s manželkou v Long Island, poté se přestěhovali do Los Angeles. Od roku 2025 žije s rodinou v Severní Karolíně.
V roce 2008 v rozhovoru pro TMZ prohlásil, že bude hlasovat pro Baracka Obamu, protože John McCain, kterého Snider měl rád a podporoval mnoho let by neuznal chyby, kterých se George W. Bush během svého úřadu dopustil.
Snider podporuje aktivisty Hnutí pro-choice a své politické názory popisuje centristické. I přesto, že skupina Twisted Sister plánuje hrát na některých shromážděních Demokratické strany během voleb prezidenta USA 2024.

## Diskografie

### Solo alba
- Twisted Forever - SMF's Live (1997)
- Never Let the Bastards Wear You Down (2000)
- Dee Does Broadway (2012)[2]
- We Are the Ones (2016)[3]
- For the Love of Metal (2018)
- For the Love of Metal Live (2020)
- The Magic of Christmas Day (2020)
- Leave a Scar (2021)

### Widowmaker
- Blood and Bullets (1992)
- Stand by for Pain (1994)

### Desperado
- Bloodied but Unbowed (1996)
- Ace (2006)
- Dee Snider Desperado Limited Edition (2009)

### Van Helsing's Curse
- Oculus Infernum: A Halloween Tale (2004)
- Live in Philly 05 (2006)

### Vystoupení hostů
- Unleashed, Uncensored, Unknown - Fozzy, 2003
- "Eleanor Rigby" na Eddie Ojeda's Axes 2 Axes, 2005
- "SCG3 Special Report" na Lordi: The Arockalypse, 2006
- "Feeling Good" na Still Climbing by Leslie West, 2013
- "The Haunting" na Ghostlights, by Avantasia, 2016
- "Contract Song" na XXX: 30 Years in Metal by Hansen, 2016
- "True Rocker" na True Rockers by Monster Truck, 2018
- "These Old Boots" na Old Lions Still Roar by Phil Campbell, 2019
- ”Get Out! Now!” na Transitus by Ayreon, 2020
- "Army of One" na Army of One (Singl) by Bad Penny, 2022

### Alba s poctami
- "Crazy Train" na Bat Head Soup: A Tribute to Ozzy, 2000
- "Go to Hell" na Humanary Stew: A Tribute To Alice Cooper, 1999
- "Go to Hell" na Welcome to My Nightmare: An All-Star Salute To Alice Cooper, 1999
- "Detroit Rock City" na Spin The Bottle: An All-Star Tribute To Kiss, 2004
- "Wasted Years" na Numbers From The Beast : An All Star Tribute to Iron Maiden, 2005
- "Paint it Black" na Harder & Heavier-60's British Invasion Goes Metal, 2010
- "It Was a Very Good Year" na Sin-Atra, 2011
- "Walk All Over You" na Remixed to Hell: A Tribute to AC/DC

### Soundtracky
- "Inconclusion" od Strangeland soundtracky (1998)